# Verbling
Verbling är en internetsajt för språkinlärning där individer kopplas ihop med lärare via videochatt. Företaget grundades vid Silicon Valley-inkubatorn Y Combinator 2011. 

## Historia
Verbling grundades 2011 av svenskarna Jacob Jolis, Mikael Bernstein och Gustav Rydstedt efter att de träffats på Stanforduniversitetet i Kalifornien. Företagets ursprungliga produkt kopplade ihop användare intresserade av att lära sig varandras språk via videochatt gratis. Verbling backades av Y Combinator och utsågs som ett av fem bolag att inte missa under sommaren 2011 av Gigaom. 2012 tog bolaget in 1 miljon dollar (motsvarande ca 9 miljoner svenska kronor) och flyttade sitt högkvarter från Palo Alto till San Francisco i Kalifornien. I november 2013 lade Verbling till nio nya språk och videochatt via Google Hangouts. Månaden därpå lanserade Verbling även Verbling Classes, en ny inlärningsprodukt där grupplektioner visades live så att andra användare kunde titta på lektionen medan den ägde rum utan att själva direkt delta. Denna produkt avvecklades senare till förmån för privatlektioner.
2015 tog Verbling in 2,7 miljoner dollar (motsvarande ca 25 miljoner svenska kronor) via nyemission för en A-runda i syfte att expandera sin teknik till fler plattformar. I oktober 2016 lanserade företaget Verbling Enterprise, en plattform byggd för att möjliggöra för storbolag att hjälpa sina anställda ta språklektioner, med Volkswagen-gruppen och Inditex som kunder.